# Damen Tango
Damen Tango este un film românesc din 2004 regizat de Dinu Tănase. Rolurile principale au fost interpretate de actorii Maia Morgenstern, Horațiu Mălăele, Mihai Călin, Andreea Bibiri.

## Distribuție
Distribuția filmului este alcătuită din:
- Horațiu Mălăele — Mircea
- Gavril Pătru — Patron service auto
- Bogdan Petrișor — Tatăl lui Bogdan
- Emanuel Tînjală — Fotograf 1
- Valentin Voicilă — Vasile
- Ciprian Nicolăiasa — Hoțul
- Cristina Gurău — Studenta
- Mihai Călin — Bogdan
- Silviu Olteanu — Subofițer 1
- Adriana Trifan — Croitoreasa
- Maia Morgenstern — Alexandra
- Ana Ularu — Mihaela
- Naomi Gutman — Fetița
- Mircea Hațegan — Subofițer 2
- Cici Caraman — Rodica
- Ion Petru Tănase — Fotograf 2
- Gabriel Moruțan — Rocker
- Andreea Bibiri — Corina
- Nicolae Constantin Tănase — Videoamator
- Tudorică State — Subofițer 3
- Zoltan Butuc — Grigore